# 圣玛利亚女中
圣玛利亚女中（St. Mary's Hall）是美国圣公会在上海创办的一所教会女子中学，位于长宁路1155号（原1187号）。

## 历史
其渊源可以追溯到1851年，创办于虹口文监师路和百老汇路口（今塘沽路和大名路口）圣公会救主堂后的文纪女塾，是一所带有慈善性质的小学。
1881年6月，与格兰德创建的俾文女校合并正式成立了圣玛利亚女校。新校舍建在梵王渡圣约翰书院后面，与圣约翰书院仅一墙之隔。学制定为8年。
1923年，圣玛利亚女校迁入白利南路（公共租界在沪西的越界筑路，今长宁路1187号）共十一处西班牙式建筑风格的新校舍，并改名圣玛利亚女子中学。占地面积64000平方米。
由于学费昂贵，招来的学生多为中上等家庭的女孩子，圣玛利亚女中被称为贵族教会女校，与中西女中（美国卫理公会创办，在沪西忆定盘路今江苏路）齐名。
圣玛利亚女中的特色，在于英文、家政和音乐舞蹈；所以培养出来的女学生，大都谙熟社交礼仪、通晓英文，富于文学艺术的修养，具有上流社会淑女的风范。
1952年，上海市教育局接管了圣玛利亚女中和中西女中，把两校合并成为上海市第三女子中学。原圣玛利亚女中的校址办起了上海纺织专科学校。1999年，该校被并入东华大学，成为东华大学纺织学院长宁分校区。

## 校园
圣玛利亚女中的校园长期比较完整地保留了昔日的风格，有爬满常春藤的钟楼、环绕操场一圈的走廊等。被列为上海市第四批优秀历史建筑。2005年-2006年，1号教学楼和一幢宿舍楼乃至回廊均被开发商拆除，另外四幢保留建筑的屋顶亦被拆除，只有钟楼幸存。2009年经媒体曝光后，
引发社会关注。随后，长宁区规划局表示，将责令开发商恢复被破坏的回廊及4幢保留建筑，经研究决定保留钟楼，原地或异地重建其余所有建筑。2018年，于圣玛利亚女中原址开发的上海长宁来福士广场落成开幕。

## 著名校友
圣玛利亚女中的著名校友包括张爱玲等人。其余見上海市第三女子中学。

## 交通
- 上海轨道交通中山公园站：上海轨道交通2号线、上海轨道交通3号线、上海轨道交通4号线